# Holden Commodore
Holden Commodore — це автомобіль, що виробляються компанією Holden з 1978 по 2020 роки в (з 1978 по 2017 роки в Австралії і в Новій Зеландії, а з 2018 по 2020 роки у Німеччині). У середині 1970-х керівництво Holden вирішило замінити модель  Kingswood на нову, меншу за розміром. Основою для автомобіля став Opel Rekord. Німецька компанія продовжувала надавати платформи аж до 2006 року, коли було представлено четверте покоління Holden Commodore.

## Commodore / Calais / Berlina (VB/VC/VH/VK/VL, 1978–1988)

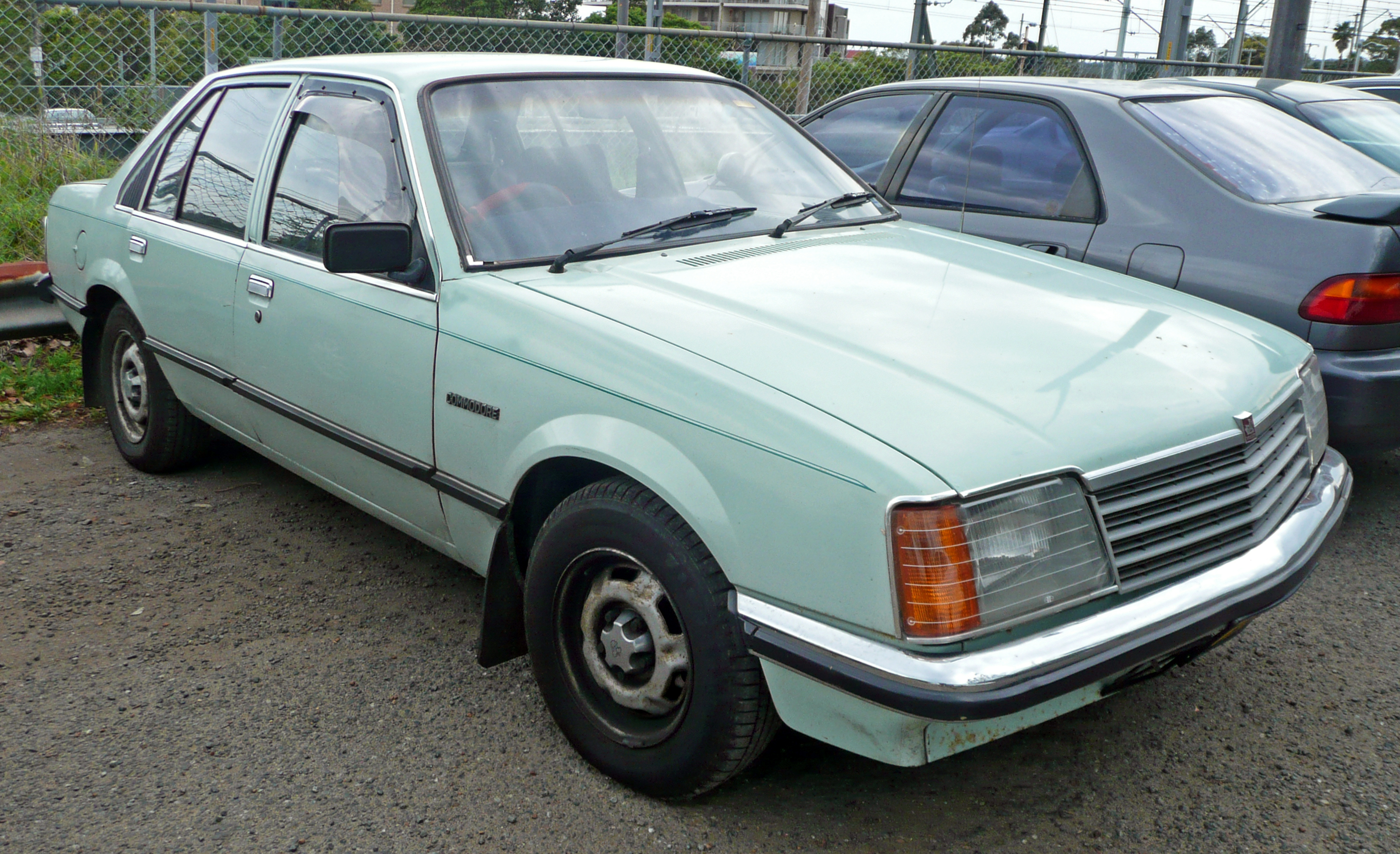
Holden Commodore 1

Перше покоління Commodore (з індексами VB/VC/VH/VK/VL, що змінювався в міру модернізації) випускалося в 1978-1988 роках. Автомобіль збудовано на задньопривідній платформі GM V. За основу була взята модель Rekord E, але з передньою частиною, як у Сенатора.
Дебютував Commodore як седан, але вже в 1979 році в асортимент був доданий кузов універсал.
Гамма моторів починалася з 87-сильною рядною «шістки» 2.85 л, включала також «шістку» 3.3 л і «вісімки» 4.2 і 5.0 л. Остання з віддачею в 155 к.с. надовго задала для моделі незмінний курс: далі у всіх генераціях вона радувала шанувальників поєднанням задньопривідного шасі і багатолітрових тяговитих агрегатів. До кінця життя покоління потужність «вісімки» піднялася до 166 к.с., з'явилися і більш продуктивні агрегати (наприклад, «шістка» 3.0 з наддувом на 204 к.с.). Коробки передач: чотириступінчаста «механіка» і трьохдіапазонний «автомат».

## Commodore / Calais / Berlina (VG/VN/VP/VR/VS, 1988–1997)

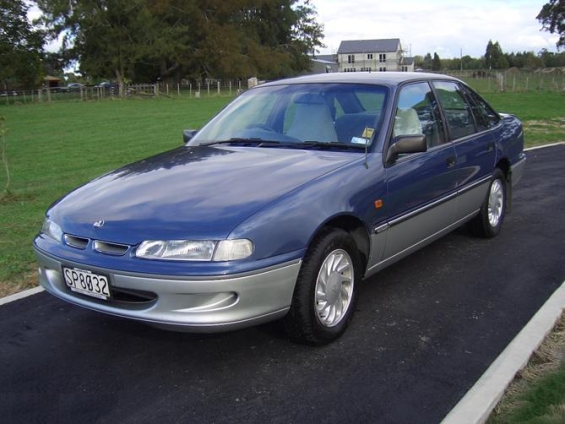
Holden Commodore 2

Друге покоління (VN/VP/VR/VS, 1988-97) залишилося на колишній платформі, але закономірно зросло в розмірах (4850 мм проти 4705 мм). Тоді ж (у 1990-му) у Коммодора з'явився побратим-пікап Utility (Ute).
У новій генерації в асортименті двигунів завелася «четвірка» 2.0 л і агрегат V6 3.8 л (а пізніше 2.5 л), але, звичайно, мотор V8 5.0 л залишився візитною карткою моделі. Трансмісії додали по ступені, а ще з'явилося кілька «заряджених» варіантів від відділення HSV з моторами 5.0 л і 5.7 л. Плюс в останніх версіях інженери додали «шістку» 3.8 з приводним компресором.

## Commodore / Calais / Berlina (VT/VX/VY/VZ, 1997–2006)

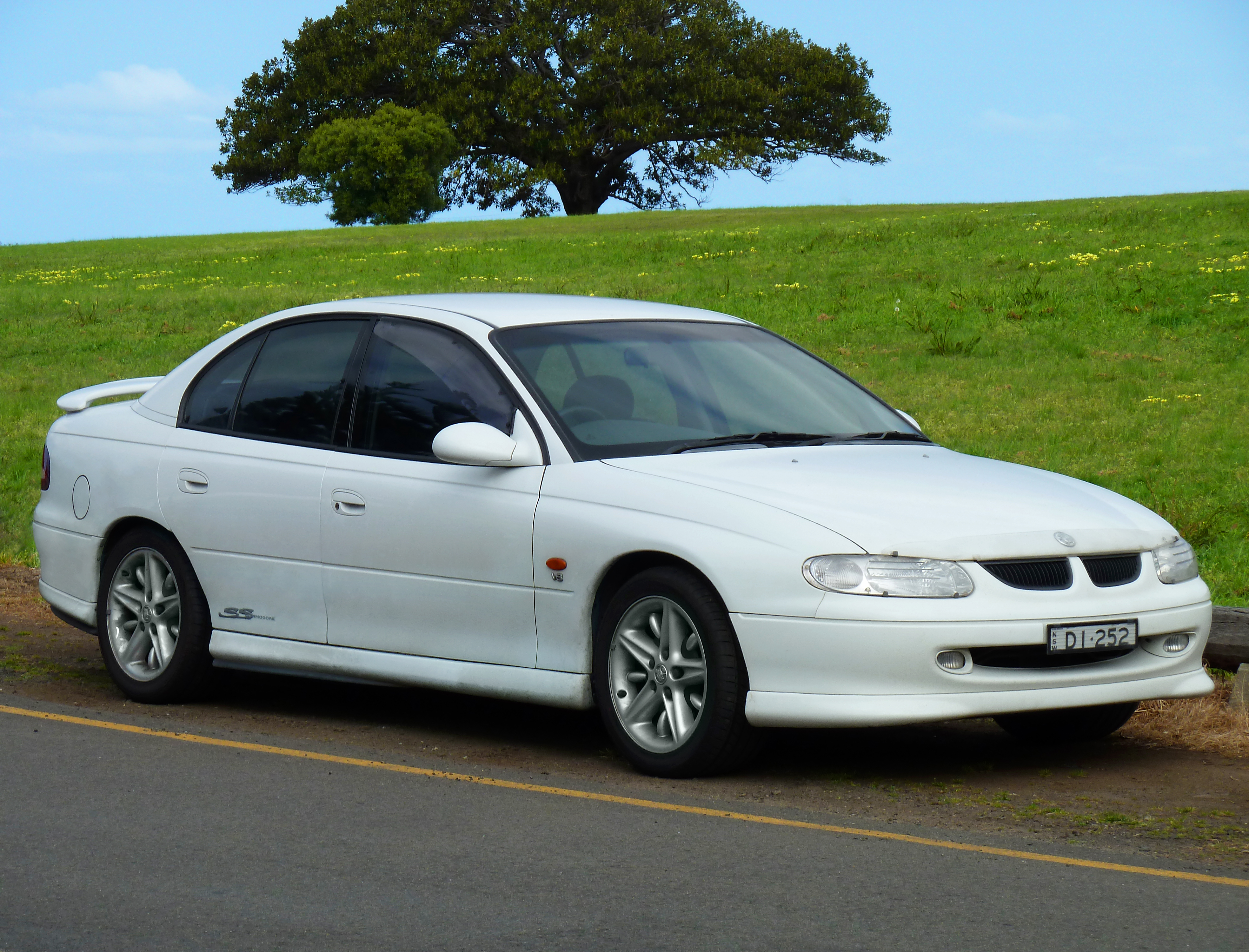
Holden Commodore 3

На базі третього покоління з 2001 по 2005 ррік виготовлялося купе Holden Monaro. На ринку США купе продавалося під назвою Pontiac GTO, у Великій Британії як Vauxhall Monaro. Також випускався чотиридверний пікап Holden Crewman, шасі Holden One Tonner і повнопривідний універсал Holden Adventra.
В Європі автомобіль відомий як Opel Omega B.

### Двигуни
Holden Commodore (VT)
- 3.8 L Ecotec V6
- 3.8 L Supercharged Ecotec V6
- 5.0 L 5000i V8 (Series I)
- 5.7 L Generation III V8 (Series II)

Holden Commodore (VX)
- 3.8 L Ecotec L36 V6
- 3.8 L Supercharged Ecotec L67 V6
- 5.7 L Gen III LS1 V8

Holden Commodore (VY)
- 3.8 L Ecotec 204 к.с.
- 3.8 L Supercharged 229 к.с.
- 5.7 L Gen III LS1 V8 302 к.с.
- 5.7 L Gen III LS1 V8 315 к.с.
- 5.7 L Gen III LS1 V8 329 к.с.

Holden Commodore (VZ)
- 3.6 L Alloytec (LY7) V6
- 3.6 L Alloytec 190 (LY7) V6
- 5.7 L Gen III (LS1) V8
- 6.0 L Gen IV (L76) V8

## Commodore / Calais / Berlina (VE/VF, 2006–2017)

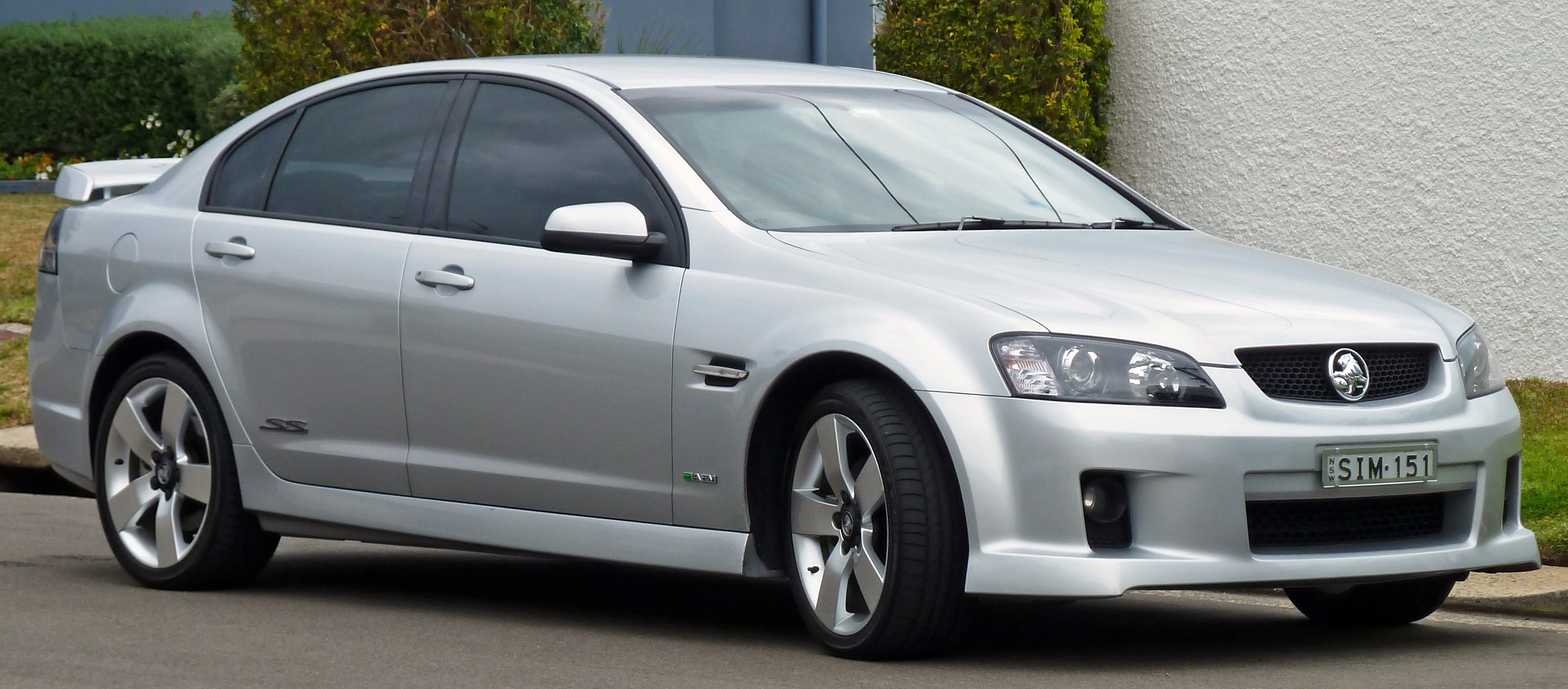
Holden Commodore VE

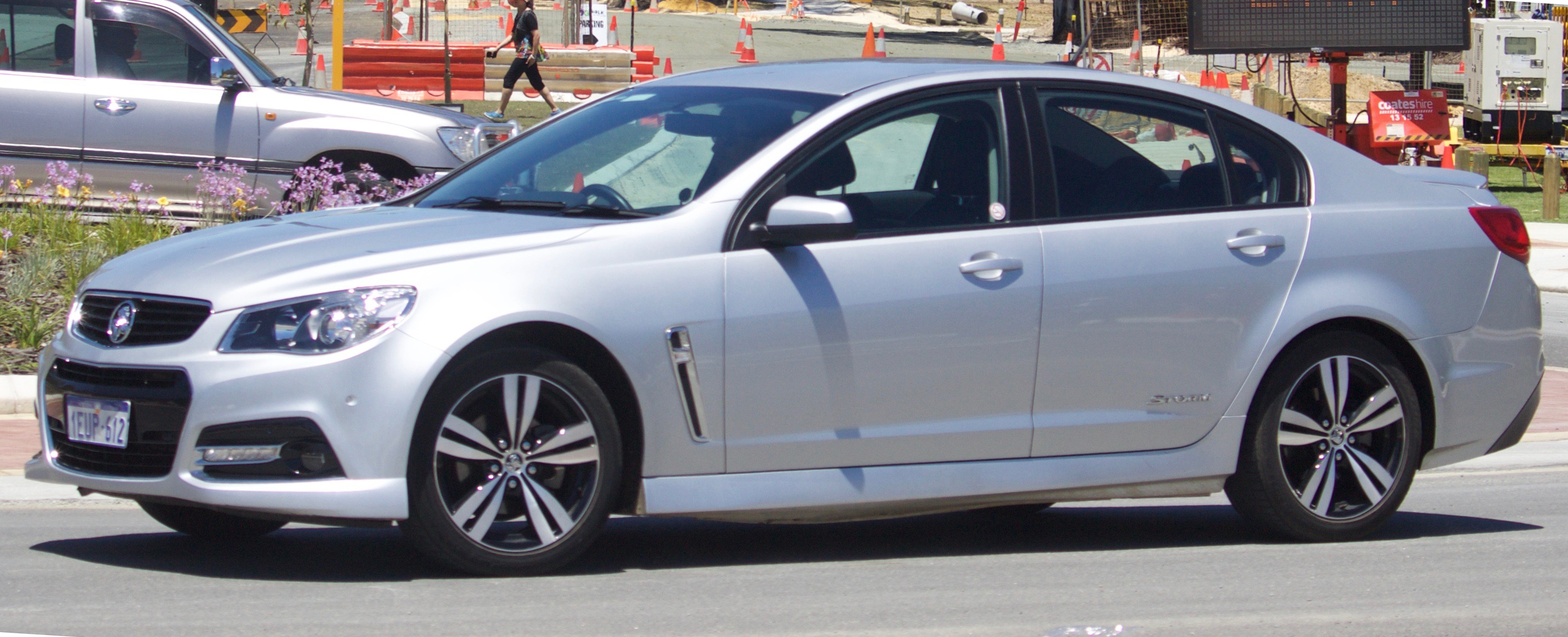
Holden Commodore VF

Четверте покоління (індекси VE і пізніше VF) вийшло в 2006 році. Це був повністю розроблений в Австралії автомобіль на базі платформи GM Zeta. Частина двигунів була перенесена з минулого генерації, але з'явилося чимало обновок (мотори SIDI 3.0 і 3.6, наприклад), шестиступеневий «автомат», а шестилітрова «вісімка» L76 в 2008-му отримала систему відключення половини циліндрів.

### Двигуни
- 3.0 L LF1 V6
- 3.6 L LY7 V6
- 3.6 L LFX V6
- 6.0 L L98 V8 (МКПП 2008–2010)
- 6.0 L L76 V8 (АКПП 2008–2010)
- 6.0 L L77 V8
- 6.2 L LS3 V8
- 6.2 L LSA V8 (тільки HSV)
- 6.2 L LS9 V8 (тільки HSV)
- 7.0 L LS7 V8 (тільки HSV)

## Commodore (ZB, 2018–2020)

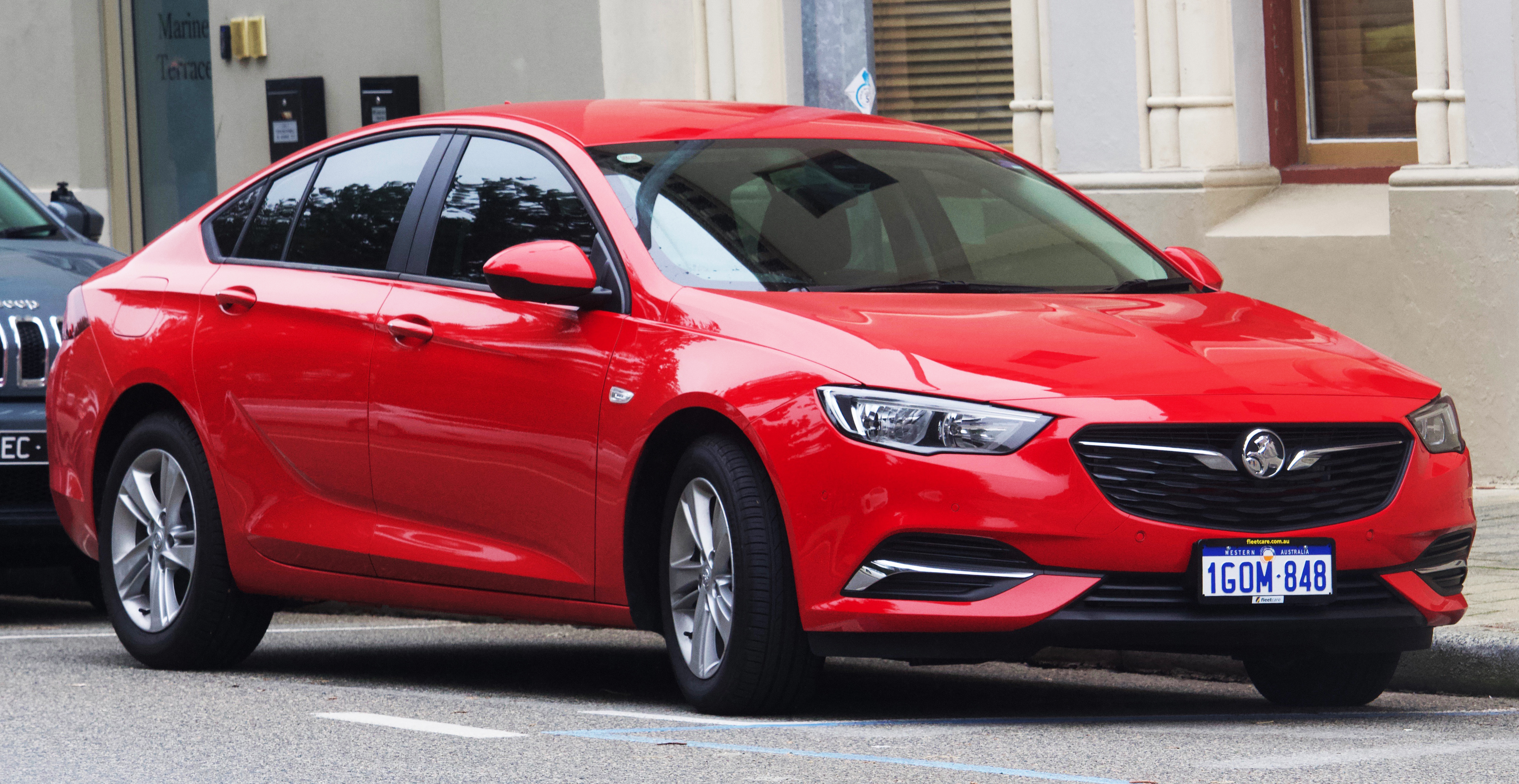
Holden Commodore (ZB)

Holden Commodore (ZB) - це середній автомобіль, що випускається колишнім підрозділом GM Opel (в даний час належить Groupe PSA) в Рюссельсхаймі, Німеччина. Є ребрендингом моделі Opel Insignia. Асортимент моделей включає в себе 5-дверний ліфтбек,  5-дверний універсал та кросовер. З 2015 по 2017 рік, в Holden продавали першу модель покоління як Holden Insignia VXR, перш ніж перейменувати її в «Commodore» з більшим вибором двигунів і розширеною лінійкою для моделі другого покоління.

### Двигуни
- 2.0L LTG I4
- 3.6L LGX V6
- 2.0L I4 diesel

## Продажі
| 1990   | 1991   | 1992   | 1993   | 1994   | 1995   | 1996   | 1997   | 1998   | 1999   |
| ------ | ------ | ------ | ------ | ------ | ------ | ------ | ------ | ------ | ------ |
|        | 50,820 | 57,641 | 62,663 | 75,330 | 80,452 | 83,001 | 76,849 | 94,642 | 85,648 |
| 2000   | 2001   | 2002   | 2003   | 2004   | 2005   | 2006   | 2007   | 2008   | 2009   |
| 87,610 | 85,422 | 88,478 | 86,553 | 79,170 | 66,794 | 56,531 | 57,307 | 51,093 | 44,387 |
| 2010   | 2011   | 2012   |        |        |        |        |        |        |        |
| 45,956 | 40,617 | 30,532 |        |        |        |        |        |        |        |